# Hoa Toại

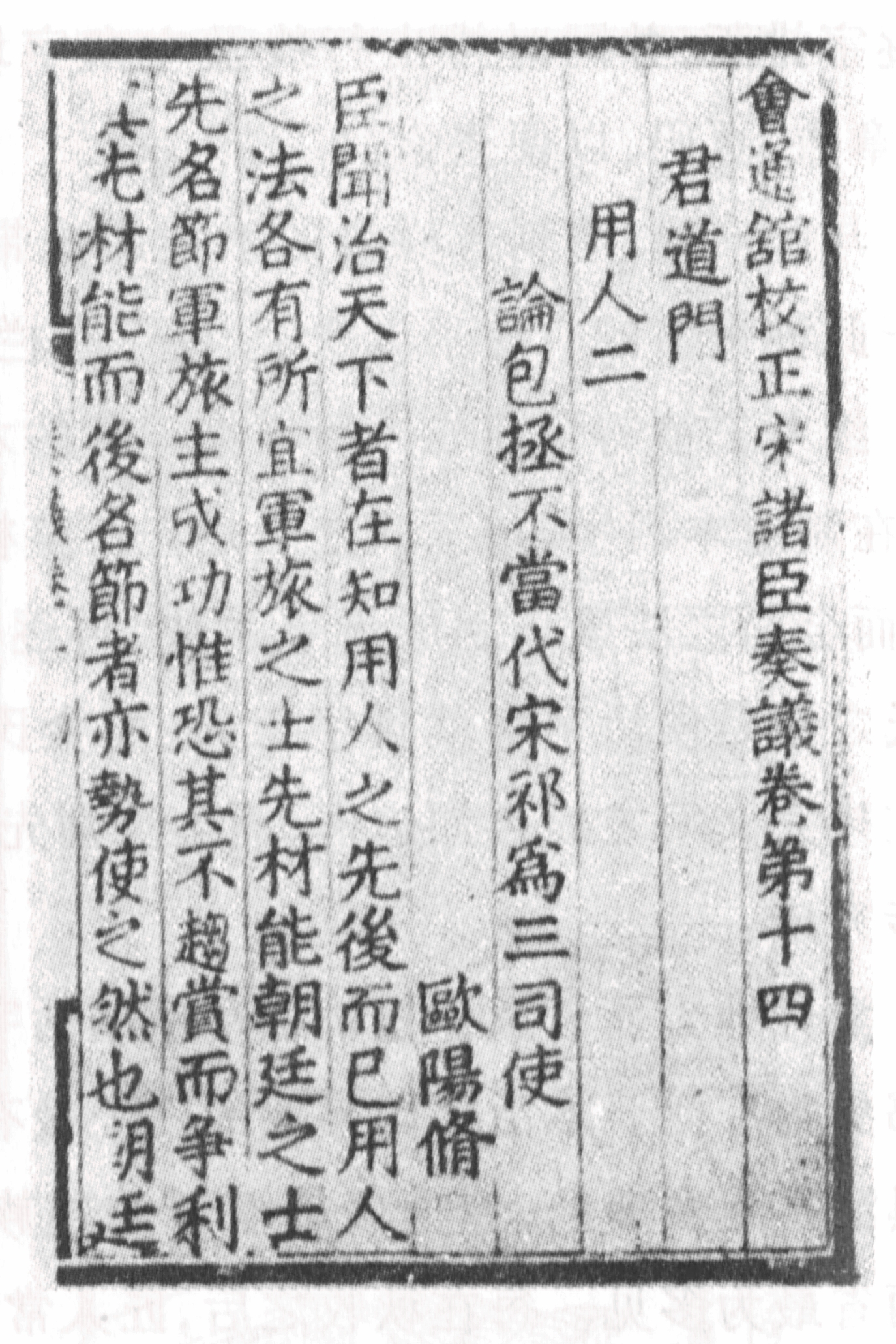
Một trang trong cuốn sách của Hoa Toại in năm 1490 sử dụng phương pháp in ấn kiểu chữ động bằng kim loại.

Hoa Toại (giản thể: 华燧; phồn thể: 華燧; bính âm: Huá Suì; 1439–1513) là một học giả, kỹ sư, nhà phát minh và nhà in người Trung Quốc quê ở Vô Tích, Giang Tô vào thời nhà Minh. Ông thuộc dòng họ Hoa giàu có nổi tiếng khắp vùng. Hoa Toại nổi tiếng với việc phát minh ra loại máy in ấn kiểu chữ động bằng kim loại đầu tiên của Trung Quốc vào năm 1490.

## In ấn kiểu chữ động bằng kim loại
Kỹ thuật in ấn kiểu chữ động bằng kim loại đã được phát minh tại Triều Tiên vào đầu thế kỷ 13, nhưng không có bằng chứng cụ thể nào cho thấy kỹ thuật in ấn kiểu chữ động bằng kim loại của Hoa Toại bị ảnh hưởng bởi kỹ thuật in ấn của Triều Tiên.

### Trích dẫn
1. 1 2  Needham, Volume 5, Part 1, 215.